# Eva Challis
Eva Challis, född 28 december 1945 är en svensk konstnär främst verksam mellan 1972 och 1995.
Eva Challis är utbildad på Fetcos skola för bildande konst 1965 - 1967 och Konstfackskolan 1968 - 1972. Eva var verksam som konstnär på heltid under åren 1972 - 1995 Sedan öppnade hon en antikaffär i Vasastan i Stockholm.
Som konstnär arbetade Eva Chalis i en stil som kallas "den nya sakligheten". Hennes tavlor uttryckte sin samtid med en förhöjd ton. Hon visade fram staden i förvandling och kommersialisering och ofta med ett barn som betraktare i förgrunden. "Eva Challis har genomgående en mycket läcker färgbehandling som ger någonting svalt drömlikt åt hennes motiv.
Eva Challis verk finns representerade på Norrbottens museum, och via Statens konstråd finns hennes verk  på ett flertal offentliga platser, samt ett flertal kommuner och landsting i Sverige.

## Separatutställningar
- Wadköpingshallen, Örebro 1976, 82
- ABF galleriet, Eskilstuna 1977
- Societetssalongen, Varberg 1977
- Stadsgalleriet, Halmstad 1978, 85
- Norrbottens museum, Luleå 1979
- Gallerie Prisma, Stockholm 1979
- Karlskoga konsthall, 1979
- Konsthallen expolaris, Skellefteå, 1981
- TCO:s skola, Bergendal, Sollentuna 1981
- Rådhuset, Örnsköldsvik 1983
- Hullsta gård, Sollefteå 1983
- Uddevalla konsthall 1984
- Samlingsutställningar:
- Norrbottens museum 1969, 79, 82
- Liljevalchs vårsalong 1975, 76, 77, 79, 82, 83
- Teckningstriennalen 1977
- Konstens stormarknad ABFhuset, Stockholm 1980
- Konstfrämjandet, Stockholm 1981, 82